# SCN3B
SCN3B (англ. Sodium voltage-gated channel beta subunit 3) – білок, який кодується однойменним геном, розташованим у людей на короткому плечі 11-ї хромосоми. Довжина поліпептидного ланцюга білка становить 215 амінокислот, а молекулярна маса — 24 702.
| 10         |  | 20         |  | 30         |  | 40         |  | 50         |
| ---------- |  | ---------- |  | ---------- |  | ---------- |  | ---------- |
| MPAFNRLFPL |  | ASLVLIYWVS |  | VCFPVCVEVP |  | SETEAVQGNP |  | MKLRCISCMK |
| REEVEATTVV |  | EWFYRPEGGK |  | DFLIYEYRNG |  | HQEVESPFQG |  | RLQWNGSKDL |
| QDVSITVLNV |  | TLNDSGLYTC |  | NVSREFEFEA |  | HRPFVKTTRL |  | IPLRVTEEAG |
| EDFTSVVSEI |  | MMYILLVFLT |  | LWLLIEMIYC |  | YRKVSKAEEA |  | AQENASDYLA |
| IPSENKENSA |  | VPVEE      |  |            |  |            |  |            |

A: Аланін

C: Цистеїн

D: Аспарагінова кислота

E: Глутамінова кислота

F: Фенілаланін

G: Гліцин

H: Гістидин

I: Ізолейцин

K: Лізин

L: Лейцин

M: Метіонін

N: Аспарагін

P: Пролін

Q: Глутамін

R: Аргінін

S: Серин

T: Треонін

V: Валін

W: Триптофан

Кодований геном білок за функціями належить до іонних каналів, потенціалзалежних каналів. 
Задіяний у таких біологічних процесах, як транспорт іонів, транспорт, транспорт натрію. 
Білок має сайт для зв'язування з іоном натрію. 
Локалізований у мембрані.